# Cisseps cocklei
Cisseps cocklei là một loài bướm đêm thuộc phân họ Arctiinae, họ Erebidae.